# S5.98M
O S5.98M, também conhecido como 14D30, é um motor de foguete a combustível líquido russo, atualmente sendo usado no Briz (estágio de foguete), projetado pelo KB KhIMMASH, ele queima uma mistura hipergólica de UDMH e tetróxido de nitrogênio (N2O4) num ciclo de geração de gás.